# Africanism
Africanism, talvolta accreditato come Africanism All Stars, è un gruppo musicale di musica house formatosi in Francia nel 2000

## Storia
Gli Africanism nascono nel 2000 grazie all'interessamento di Bob Sinclar che tenta di riunire alcuni tra i suoi amici, dj-producer come, Martin Solveig e dj Gregory. Il primo disco prodotto fu, per la Yellow Records dello stesso Bob. Presto diventeranno famosi grazie alla loro abilità nel mischiare l'house music con le influenze tribal e latin, che ebbero grande successo a cavallo del nuovo Secolo e divennero celebri anche nel mercato mainstream grazie sia ai dischi come Tourment d'amour, Kalimbo, Zookey, e al gruppo si aggiungeranno via via sempre più artisti in pianta stabile o estemporaneamente, il che rende gli Africanism di fatto la crew che riunisce i migliori cervelli nel campo della musica house d'oltralpe

## Discografia

### Raccolte
- 2005 - Africanism Volume III

### Singoli
- 2000 - "Edony" Clap Your Hands
- 2000 - Bisou Sucré
- 2000 - Do It !
- 2000 - Tourment D'Amour
- 2003 - Tanzania
- 2004 - Kalimbo
- 2004 - Zookey (Lift Your Leg Up)
- 2005 - Summer Moon
- 2006 - Hard
- 2007 - Meu Carnaval